# ضفدع هوكايدو
ضفدع هوكايدو (الاسم العلمي: Rana pirica) (بالإنجليزية: Hokkaidō frog)‏ هو نوع من الحيوانات يتبع جنس الضفدع الحقيقي من فصيلة الضفادع الحقيقية.